# Tarif Oberpfalz Nord

Logo Tarif TON

Der Tarif Oberpfalz Nord (TON) ist eine Tarifgemeinschaft im Busverkehr in der nördlichen Oberpfalz, die am 1. Januar 2011 startete. Der Verbund löste die eigenen Tarife der Verkehrsgemeinschaft Tirschenreuth (VGT), der Nahverkehrsgemeinschaft Weiden–Neustadt (NWN) und der Verkehrsgemeinschaft Amberg-Sulzbach (VAS) ab, wobei diese Verkehrsgemeinschaften weiterhin existieren.
Die Landkreise Tirschenreuth und Amberg-Sulzbach sowie die Stadt Amberg sind mittlerweile zusätzlich Mitglied im Verkehrsverbund Großraum Nürnberg. Der Tarif Oberpfalz Nord spielt dort deshalb nur noch eine untergeordnete Rolle und kommt ausschließlich bei verbundüberschreitenden Fahrten zum Einsatz.

## Tarifgebiet
Der TON umfasst die Landkreise Tirschenreuth, Neustadt a.d. Waldnaab, Amberg-Sulzbach und Schwandorf sowie die kreisfreien Städte Weiden in der Oberpfalz und Amberg. Einzelne einbrechende Linien in die Oberpfalz aus Mittelfranken und Oberfranken gehören ebenso zu dieser Tarifgemeinschaft. Für ein- und ausbrechende Fahrten in den Landkreis Cham findet außerdem der Tarif der Verkehrsgemeinschaft Landkreis Cham Anwendung. 

## Tarif
Der Tarif umfasst alle Buslinien in den Landkreisen Neustadt a.d. Waldnaab und Schwandorf und in der Stadt Weiden, außerdem ein- und ausbrechende Fahrten in die Landkreise Tirschenreuth und Amberg-Sulzbach sowie in die Stadt Amberg. Der Tarif ist wabenbasiert und umfasst Einzel-, Mehrfahrten- und Zeitkarten. Die Bahncards 25 und 50 werden für Einzelfahrten mit einem einheitlichen Rabatt von 25 % anerkannt. Die Bahncard 100 gilt bei der DB Ostbayernbus als Fahrschein, bei anderen Unternehmen wird sie wie mit 25 % Fahrpreisrabatt anerkannt. Die Jugend-Bahncard wird an Schultagen ab 9:00 Uhr anerkannt. Studenten der Hochschule Amberg-Weiden haben die Möglichkeit, ein Semesterticket zu erwerben.

## Beteiligte Verkehrsunternehmen
Insgesamt sind zehn Busunternehmen im Tarif Oberpfalz Nord zusammengeschlossen:
- Bock Touristik GmbH
- Eska Stiftlandkraftverkehr
- Omnibus Fraunholz
- Omnibus Göttel e. K.
- Omnibus - Reisebüro Kreuzer
- Mädl Bus GmbH
- DB Ostbayernbus
- Wolf-Reisen
- Wies-Faszinatour
- Stadtbus Neustadt